# NetBIOS over TCP/IP
（縮寫為NBT，或是NetBT），一種網路協定，能讓舊有使用NetBIOS API的軟體，在現代TCP/IP網路上繼續運作。
它在1980年代開始發展，目標是針對於小型網路。在當時，許多使用NetBIOS API寫成的軟體，缺乏可擴展性，無法直接移植到TCP/IP網路上。NetBIOS over TCP/IP的出現，讓過去運作在NetBIOS Frames協定之上的機器，能夠連接到TCP/IP網路上。
這個協定定義在 RFC 1001 與 RFC 1002 。